# Anton Dermota
Anton Dermota, (Kropa (Àustria-Hongria), 4 de juny, 1910 - Viena (Àustria), 22 de juny, 1989), fou un cantant d'òpera i concert eslovè, tenor líric, organista i pedagog.
Dermota va ser un dels més grans cantants d'òpera eslovè, distingit per una bella veu amb una cultura cantant i tècnica refinada, i una llarga i rica carrera cantant tant a escala eslovena com europea. Després de la Segona Guerra Mundial, va ser reconegut com un dels millors intèrprets de personatges de les òperes de Mozart.

## Biografia
Va estudiar composició i orgue al Conservatori de Ljubljana, i cant solista a Viena amb Marija Radó.
Va fer la seva primera aparició com a solista la temporada 1930/1931 a l'escenari de l'Òpera de Ljubljana; va cantar en papers menors i mitjans. Va debutar a l'Òpera Estatal de Viena el 1936, on va romandre membre fins a la seva jubilació. Un total de 45 anys. Va experimentar el seu primer gran èxit l'any 1938 al Festival de Salzburg amb el paper de Don Ottavio a Don Giovanni de Mozart.
Va ser només després de la Segona Guerra Mundial que va començar la seva carrera internacional. Va actuar al Covent Garden, La Scala, Roma, San Carlo, Teatre Colon, París i l'Òpera Metropolitana. El 1954, es va concentrar a Austràlia. On va rebre nombrosos premis i reconeixements arreu del món pel seu treball. També va gravar diversos àlbums amb els seus papers més característics. També es va dedicar a la tasca pedagògica.
Fins i tot als setanta anys va interpretar el paper de Tamino de La flauta màgica de Mozart a l'Òpera Estatal de Viena.
Es va casar amb la pianista Hilda Berger von Weyerwald, amb qui va tenir tres fills. La gran, Jovita, actriu, va organitzar l'any 2012 una exposició sobre el seu pare al Museu Austríac del Teatre, titulada Anton Dermota: La vida d'un cantant.
El seu germà era el cantant Gasper Dermota.